# Manuel Arnau

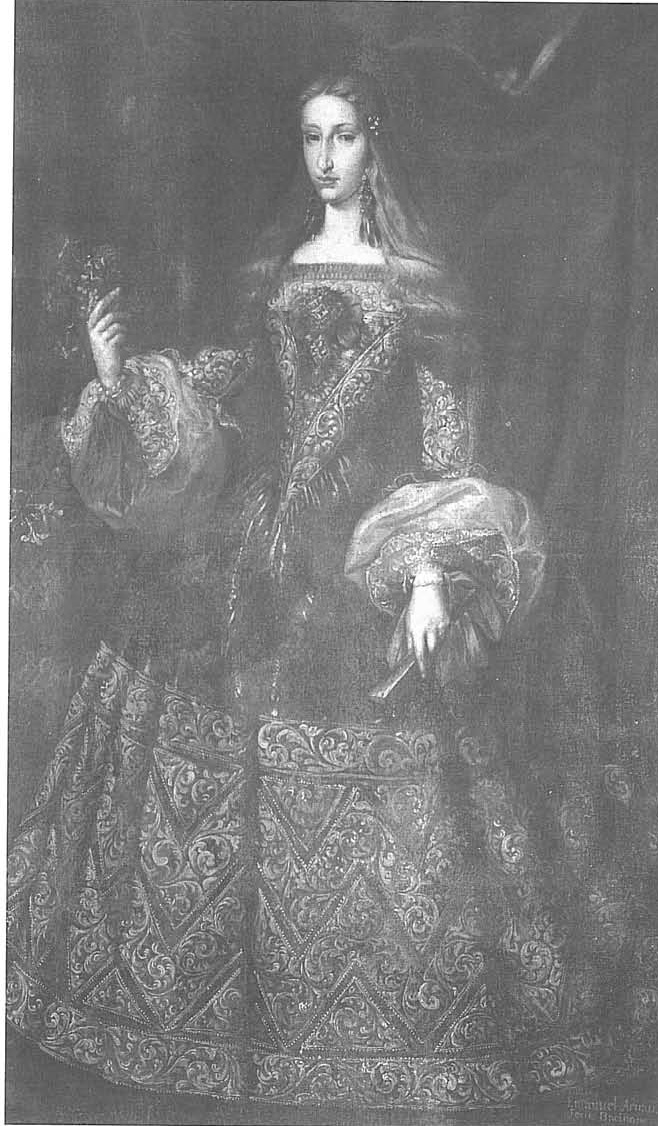
Mariana de Neoburgo (o María Luis de Orleans), 1690, óleo sobre lienzo, Cervera, Museo Municipal.

Manuel Arnau Martí (Barcelona, hacia 1656 - 1706) fue un pintor barroco español.

## Biografía
Hijo de Joan Arnau y de su tercera esposa, Magdalena Martí, se formó en el taller familiar que mantuvo abierto a la muerte de su padre. En 1679 casó con Josepa Portería con quien tuvo dos hijos, Joan, probablemente también pintor, y Serafina. Ingresó en el Colegio de Pintores en 1693 con una obra desaparecida dedicada a la Flagelación de Cristo.
De su producción pictórica se conoce únicamente un modesto retrato de dama de pie y de cuerpo entero, posiblemente la reina Mariana de Neoburgo, propiedad del ayuntamiento de Cervera; obra firmada y fechada Emmanuel Arnau, fecit, Barchinone, 1690, en ella Alfonso E. Pérez Sánchez encuentra reminiscencias de la pintura madrileña del círculo de José García Hidalgo.